# Crash de la caravelle Ajaccio-Nice
Vol Air France 1611
Le crash de la Caravelle Ajaccio-Nice est un accident aérien survenu le 11 septembre 1968, lorsqu'une Caravelle d'Air France partie d'Ajaccio s'est écrasée en mer, au large de Nice (Alpes-Maritimes), tuant les 95 personnes à bord.
L'enquête technique a conclu qu'un incendie survenu à l'intérieur de la cabine de l'avion — dans sa partie arrière, à proximité des toilettes — s'est propagé jusqu'à entraîner la perte de contrôle de l'appareil. L'origine de l'incendie, pas plus que la cause directe de la perte de contrôle, n'ont pu être établies avec certitude.
L'hypothèse qu'un missile ait abattu l'appareil par erreur lors d'un exercice, rapidement avancée et démentie, a été écartée par la commission d'enquête et le ministre des Armées, Pierre Messmer, a confirmé qu'aucun missile n'avait été tiré à proximité. Cependant, elle refait surface régulièrement.

## L'accident
La Caravelle III Béarn no 244, immatriculée F-BOHB, décolle d'Ajaccio-Campo dell'Oro à 10 h 9, à destination de Nice (ligne Air France 1611). La première partie du vol s'effectue sans incident et la météo est ensoleillée.
À 10 h 30, en descente entre les niveaux de vol 90 (2 700 m) et 70 (2 100 m), l'équipage annonce des « ennuis » par radio et mentionne un incendie (l'écoute des enregistrements du vol montre que le commandant de bord aurait pu avoir une inquiétude sur ce qui se passait à bord dès 10 h 28).
Le contrôle aérien l'autorise immédiatement à prendre une route directe et lui accorde une priorité à l'atterrissage. À 10 h 32 l'avion annonce « nous sommes en vue du sol et en bonne visibilité ». Le contact radio et radar est perdu après un dernier écho à 10 h 33, à 40-45 km de Nice, et les secours sont déclenchés.
Une nappe de kérosène et des débris flottants sont découverts à 11 h 22 et confirment que l'avion s'est abîmé en mer. Il n'y a pas de survivants parmi les 89 passagers et six membres d'équipage qui se trouvaient à bord.

## Équipage
Il y avait six membres d'équipage à bord :
- le commandant de bord Michel Salomon, 35 ans, 8 836 heures de vol ;
- le pilote Émile Duvinage, 32 ans, 4 293 heures de vol ;
- le mécanicien navigant Roger Juan, 38 ans, 4 364 heures de vol ;
- le chef de cabine Michel Gérard, 31 ans, 3 588 heures de vol ;
- l'hôtesse Geneviève Tricot, 29 ans, 774 heures de vol ;
- l'hôtesse stagiaire Michèle Orry, 22 ans, 139 heures de vol.

## Passagers
Dans la liste des 89 passagers,, se trouvent notamment le général de corps d'armée René Cogny, le physicien atomiste polonais Jerzy Sawicki,, le banquier irlandais Arthur O'Connor.

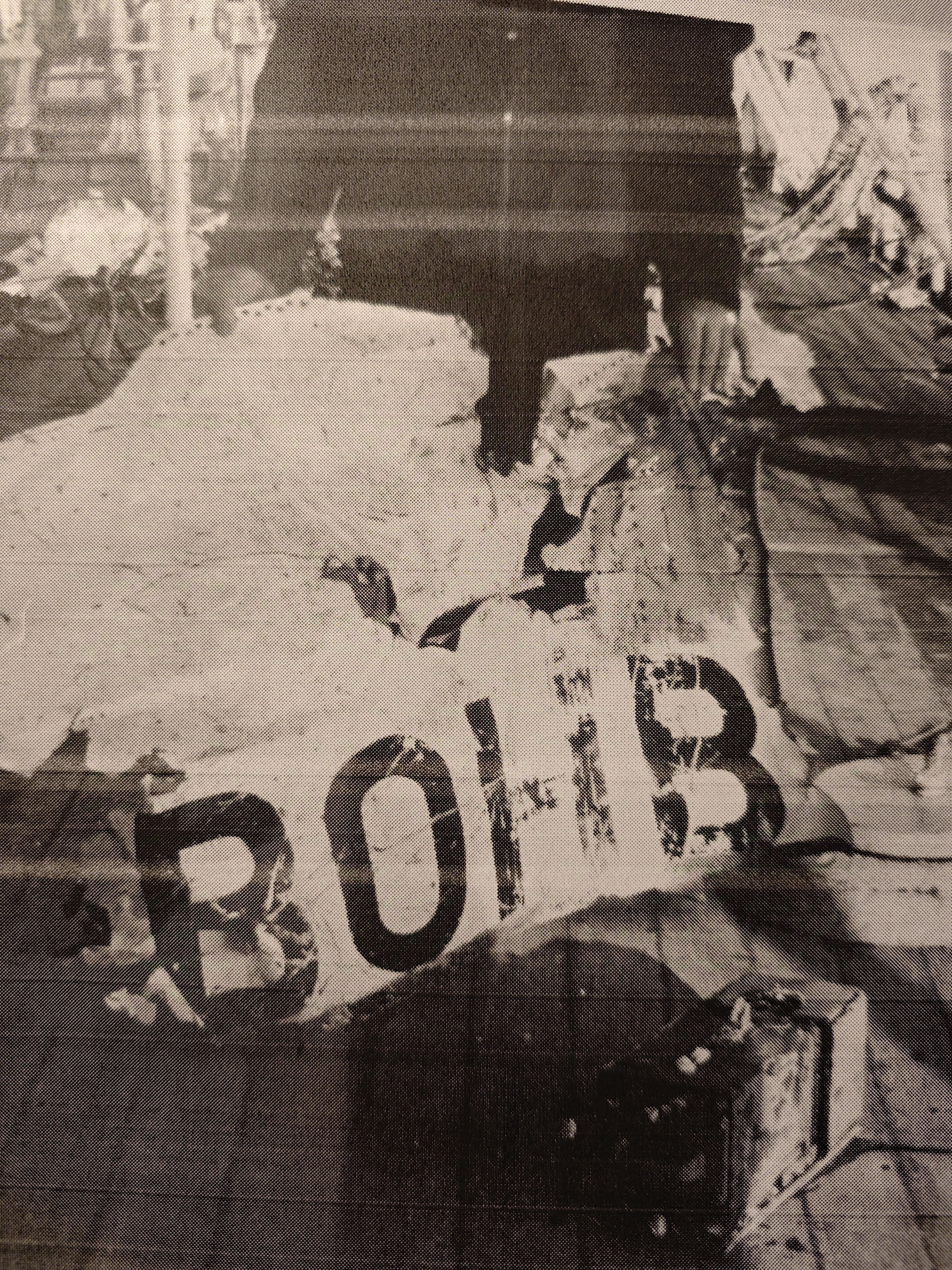
Débris de la Caravelle FBOHB récupérés par le navire câblier 'l' Alsace" en 1971.

## Opérations de récupération

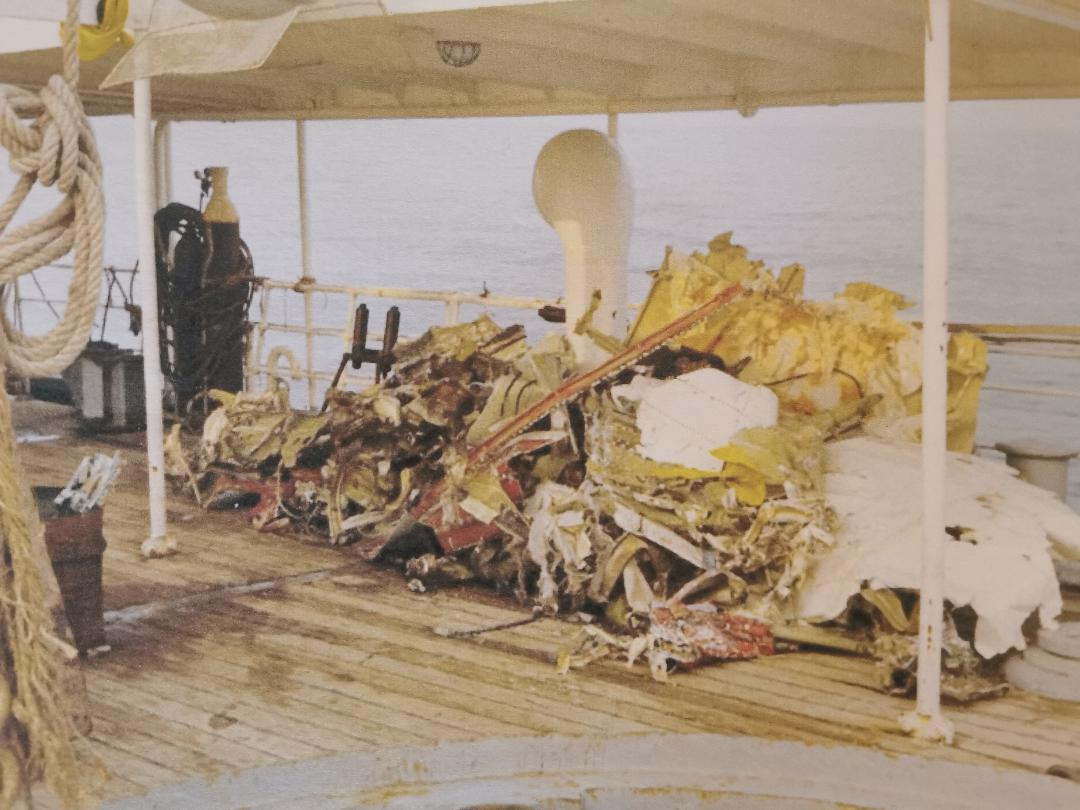
Débris de la Caravelle à bord du navire câblier l' Alsace. Campagnes de chalutage du 14 avril 1971.

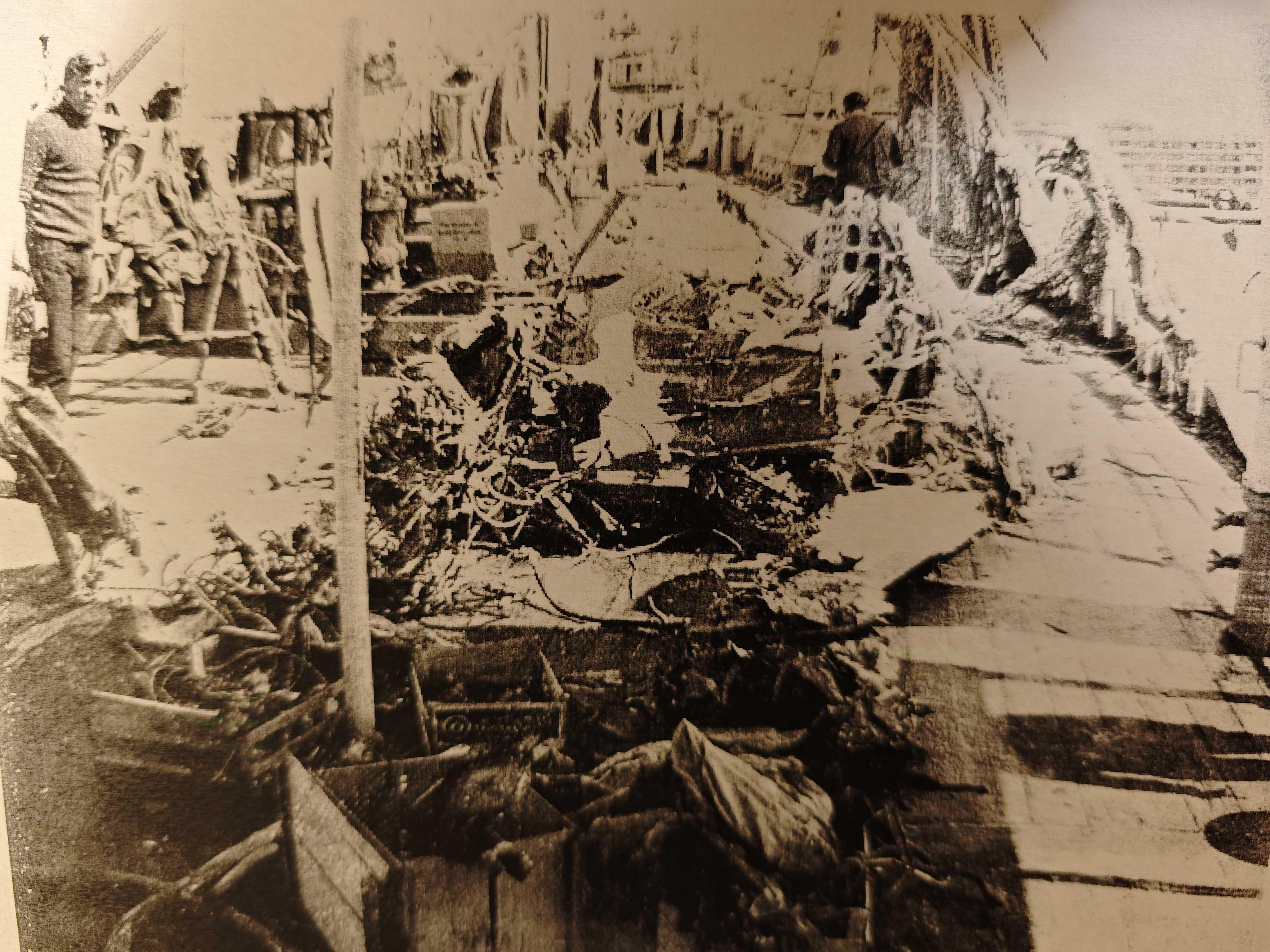
Débris de la Caravelle FBOHB récupérés par le navire câblier "l' Alsace" en 1971.

Le repêchage des débris au fond de la mer est mené en quatre campagnes se déroulant de novembre 1968 à avril 1971. Deux expéditions Troïka sont effectuées par le navire Alsace du 15 février au 1er mars 1969 et du 10 au 16 mars 1969 dans lesquelles des milliers de photographies exploitables purent être réalisées. Lors d'une autre opération Troïka, entre le 28 septembre et le 3 octobre 1970, d'autres photographies sont effectuées. Le bathyscaphe l'Archimède est requis pour rechercher et étudier l'épave de la caravelle et des milliers de photos sous marine ont été prises. La dernière campagne de chalutage est réalisée du 25 mars 1971 au 13 avril 1971 et des nombreux débris retrouvés sont déposés à l'arsenal militaire de Toulon. Une photo de l'ensemble des débris repêchés, déposés à Toulouse, est prise le 15 mai 1971.
Des équipements sont mis au point spécialement à cet effet (émetteur-récepteur d'ultra-sons, balise acoustique et calculateur). Quatre mille heures de travail permettent d'identifier 6 à 7 tonnes d'éléments provenant de toutes les parties de l'avion, des morceaux de réacteur,. L'enregistreur de vol (boîte noire) est récupéré par 2 300 mètres de fond, lors de la dernière campagne, mais se révèle illisible car la gélatine se serait détachée du papier dans la partie intéressant la fin du vol et l'aurait endommagée alors que sur les vols antérieurs l'enregistreur de vol est exploitable,.
Lors de la campagne de repêchage des débris, Jean Dupont, pilote membre de la commission d'enquête, s'inquiète de dysfonctionnement. Il explique avoir déterminé très précisément une zone de chute théorique de l'appareil « dès les premières opérations de chalutage ; on ne tient absolument pas compte de ma zone de chute théorique mais seulement de celle donnée par le commandant de l'Ardent (escorteur de la Marine Nationale) qui avait participé et même dirigé le repêchage des épaves en surface le jour de l'accident. Il paraît surprenant que les officiers de pont de la Marine Nationale fassent une erreur grossière de navigation à 20 milles de la côte ».
Au total, il y a eu 4 campagnes de chalutage afin de remonter les restes de la caravelle : la première campagne débuta le 15 novembre 1968 et la quatrième campagne finira le 13 avril 1971. 3 campagnes de Troika ont eu lieu ayant pour objet de prendre des photos de l'épave de la caravelle : la première débuta le 15 février 1969 et la troisième finira le 3 octobre 1970.

## Enquêtes

### Enquête technique

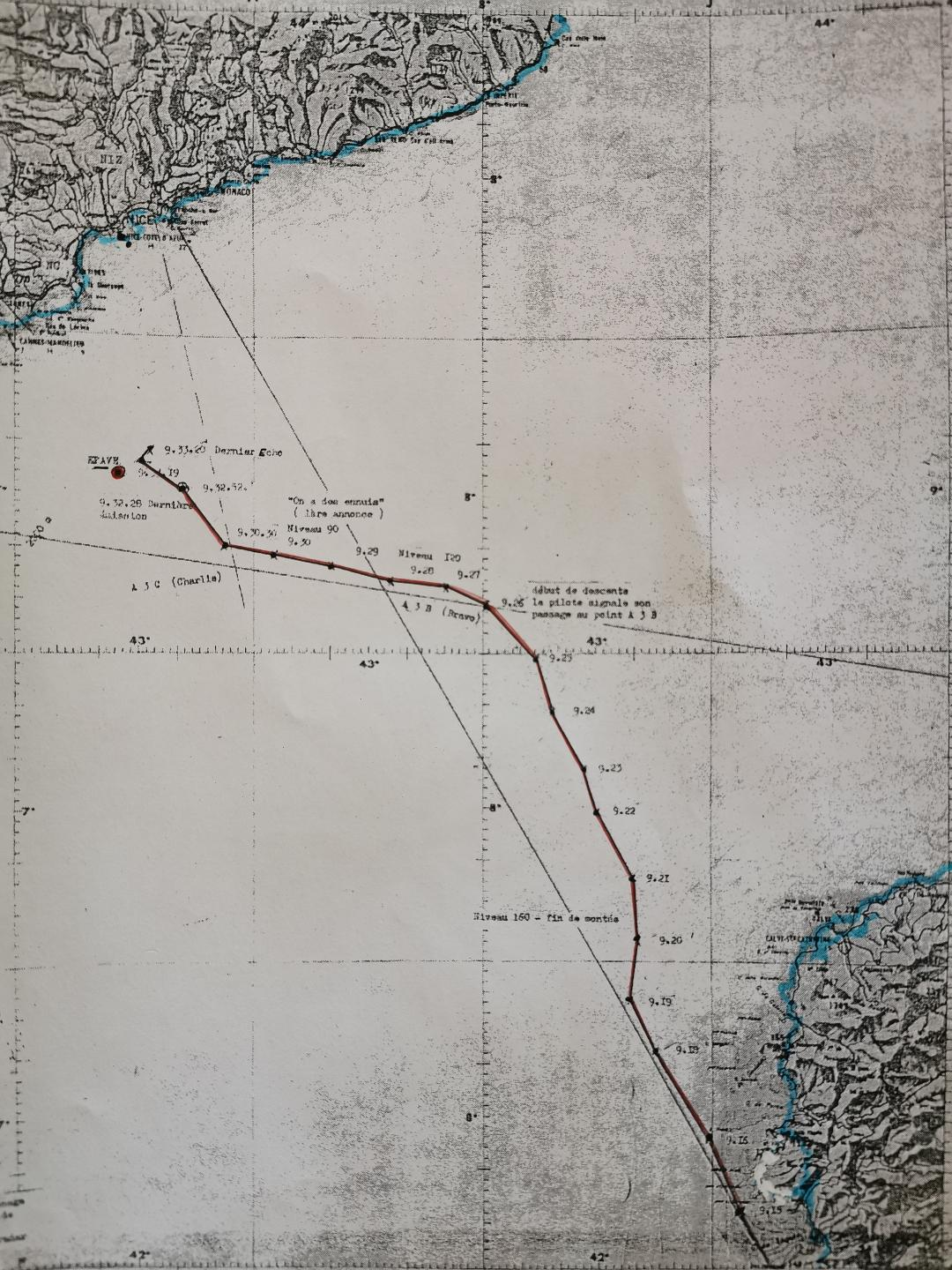
Trajet de la Caravelle FBOHB du 11 septembre 1968.

Le 12 septembre 1968, le ministre des Transports Jean Chamant institue une commission d'enquête pour faire la lumière sur les circonstances et les causes de l'accident, et en tirer les enseignements. 
Le rapport final de la commission, publié le 14 décembre 1972, conclut que la cause de l'accident est un incendie survenu à l'arrière de la cabine. Son origine, qui n'a pas été déterminée avec précision, serait :
- soit le dysfonctionnement du chauffe-eau des toilettes de la cabine — le rapport note « qu'un incident de cette nature, survenu au sol et sur un autre appareil […] a entraîné, en un temps relativement court, un incendie généralisé » ;
- soit l'imprudence d'un passager qui aurait jeté un mégot de cigarette dans le récipient des serviettes usagées au niveau des toilettes.

Le rapport note que « la cause directe de la perte de contrôle n'a pu être établie avec certitude : elle peut être liée à l'incapacité physique des pilotes causée soit par des émanations de gaz toxiques, soit par l'envahissement du poste de pilotage par les passagers. »
La commission d'enquête examine les hypothèses d'une collision avec un autre avion ou un missile, ou d'un foudroiement. Elle écrit avoir reçu l'assurance formelle du ministre des Armées, Pierre Messmer, par lettre du 19 novembre 1968, qu'il n'y avait eu aucun tir d'engin dans la zone de vol de la Caravelle au moment de l'accident. Elle estime de plus qu'une collision avec un missile ou un avion aurait vraisemblablement causé des dommages majeurs et que l'avion n'aurait pas continué à voler trois minutes. Les bandes radar n'ont montré aucun autre écho à proximité. Les constatations effectuées sur les débris ne lui ont pas paru compatibles avec un foudroiement ou une explosion.

### Enquête judiciaire initiale
Trois magistrats se sont succèdent dans l'instruction pénale jusqu'en 1973. Le 11 septembre 1968, Michel Carlès, doyen des juges d'instruction de Nice, est chargé de l'affaire puis remplacé par Bernard Chaussier. Le 25 août 1971, André Houpert prend sa suite et prononce un non-lieu le 26 juin 1973.

## Hypothèse d'un tir de missile
La Caravelle volait à proximité du Centre d'essais de la Méditerranée de l'île du Levant, établissement de la délégation générale pour l'Armement, où se déroulent régulièrement des essais de nouveaux missiles ainsi que des tirs d'entraînement des armées.
Un « avis de tir » a été publié dans Le Provençal pour le 11 septembre mais il ne concerne que l'activation du champ de tir du Titan (de moins de 10 km de long et destiné aux tirs air/sol) et d'une zone de 1 000 m de rayon à Carqueiranne.
Cependant, d'après les documents militaires consultés[Par qui ?], l'activité militaire aurait été présente[Où ?] le 11 septembre 1968.
Le 25 mars 1969, Raymond Filippi, bâtonnier au barreau d'Aix-en-Provence, chargé de la défense des familles de victimes déclare « ce jour-là, un missile à tête chercheuse a manqué à l'appel, c'est donc qu'il a touché un obstacle ! », disant tenir cette information de source militaire en préservant son identité. Le chef de cabinet du préfet maritime de Toulon dément de façon catégorique cette déclaration.
Dix jours après le crash, le 21 septembre, Paris Match avance la thèse que la Caravelle ait pu être la victime d'un tir de missile et affirme que des exercices militaires se déroulaient dans la zone et propose trois hypothèses sur le drame, y compris l'impact d'un missile d'exercice.
En 1970, l'avocat des parties civiles  déclare : « Je m'insurge parce qu'on ne veut pas faire la lumière sur cette affaire. Ce « on », je ne sais si c'est Air France, Sud-Aviation ou bien le ministère de la Défense nationale. Mais « on » existe et s'emploie pour que ce drame reste mystérieux ».
En juin 1970, le ministère de la Défense nationale publie un communiqué démentant les rumeurs imputant à un tir de missile la responsabilité du crash.

## Hypothèse d'un feu réacteur
Le 12 août 1969, Henri Forestier, sous-directeur du laboratoire central de police de Paris et commis par Paul Giannantoni, transmet ses conclusions à l'enquête judiciaire concernant l'origine de l'incendie sur la Caravelle : « on observe que la partie arrière de la caravelle a subi un incendie particulièrement intense au niveau des toilettes arrière gauche » et il rajoute « la seule explication est celle d'un feu réacteur dont l'arrière est situé au niveau des toilettes et l'incendie [...] semble dû, selon toute vraisemblance, à un feu du réacteur gauche de l'appareil, qui a communiqué l'incendie à l'intérieur de l'avion ». Son rapport d'expertise ne sera pas pris en considération par la commission d'enquête. Sur le rapport, une main inconnue a rayé le mot « gauche » pour le remplacer par « droite ».
Le 27 juillet 1970, la commission d'enquête indique les alarmes feu réacteur ne se sont pas déclenchées « Rien ne permet de savoir si le feu a pu être communiqué à l'intérieur du fuselage par un incendie qui aurait débuté à l'extérieur ». Mais deux pilotes soutiennent l'hypothèse qu'une explosion aurait pu détruire le système d'alarme.
Le 28 juin 1971, Paul Giannantoni, directeur de l'enquête judiciaire adresse un rapport au magistrat instructeur sur l'hypothèse du feu et déclare : « en fonction de l'enquête, le feu semblait plus important dans la toilette et entre la toilette et le fuselage que dans le compartiment lavabo. Si l'on prend le chauffe-eau comme centre ceci donne à penser que le feu convergeait vers lui au lieu d'en partir », l'incendie aurait ainsi une origine extérieure .

## Relance du dossier
Le 21 mars 2012, le procureur de la République de Nice rouvre l'enquête judiciaire pour dissimulation de documents et recel de preuves. L'instruction judiciaire est reprise en 2014.

### Zones d'ombre

#### Bandes radar
Les bandes radar du centre de contrôle au moment de l'accident sont demandées le 18 septembre 1968 par la commission d'enquête, mais les radaristes leur répondent qu'ils ne possèdent pas ces enregistrements. Le président de la commission d'enquête déclare le 3 février 1969 venir d'apprendre leur existence. Les bandes seront finalement transmises et exploitées en mars, six mois après l'accident. D'après le témoignage d'un ancien radariste au centre de contrôle de Marseille ces bandes magnétiques auraient pu laisser apparaître un engin ou un autre avion, et faire l'objet de manipulations, de coupures et recollages,.

#### Débris
Dans l'enquête pénale, un pêcheur ayant participé aux recherches en mer le 12 septembre 1968, évoque parmi les débris retrouvés la présence d'un « morceau de carlingue éclatée, trouée comme si des balles de mitrailleuse l'avaient percée ».

### Témoignages
En 2004, dans l'enquête judiciaire, Pierre Loffredi a déclaré qu'il a eu la preuve verbale que le crash avait été causé par un missile. En 1970, il faisait son service militaire au centre de programmation de la Marine à Dupleix (Paris) et a participé à l'écriture du programme. Il a abordé l'accident de la Caravelle et les ingénieurs militaires lui ont confirmé que le programme avait eu une erreur de cible et que cela a dirigé le missile sur la Caravelle.
Au sujet des dates d'activité de l'Île du Levant, le 12 octobre 2004, trois membres du collectif des familles des victimes sont reçues par directeur du cabinet civil et militaire, afin de consulter des documents militaires relatant les manœuvres du 11 septembre 1968. Si sur les documents confiés aux familles rien d'anormal n'apparaît, ils s'aperçoivent que sur un document militaire relatif aux manœuvres la date du 11 septembre 1968 a été surchargée au stylo bille rouge et transformée en 12 et le 12 en 13. Finalement, le 11 septembre a disparu officiellement et serait une journée sans message et sans activité. Bernard Famchon, un appelé qui faisait son service militaire entre février et octobre 1970 au 40e régiment d'artillerie au camp de Suippes, déclare dans une lettre du 25 septembre 2005 qu'« un midi, [il a] entendu un gradé qui avait un peu trop bu se confier à l'un de ses collègues. Il disait qu'il était présent sur une base de tir le jour de l'accident, et que c'était un de leurs missiles qui avait détruit la Caravelle ». Ce gradé servait « sur une batterie de missiles antiaériens, il a dit qu'il était, avec d'autres, responsable de la mort des passagers de la Caravelle ».
Un autre appelé, Jean Machon, affecté au ministère de l'Air à Paris, affirme, dans une lettre du 9 octobre 2006 déposée au tribunal de grande instance de Nice, avoir vu un télex confidentiel mentionnant que le vol 1611 a été détruit par un missile.
Dans la lettre du 17 octobre 2004 déposée au TGI de Nice, Marie-Dominique Busuttil apporte un témoignage indirect confirmant la thèse du missile. Cette confidence accablante venue en 2000 d'une jeune femme inconnue disait :« son grand-père, général de l'armée de terre affecté au centre d'essais de Biscarosse, avait déclaré quelques heures avant de mourir pour soulager sa conscience que c'était bien un missile qui avait touché la Caravelle ».
En 2007, dans sa lettre remise au TGI de Nice, Noël Chauvanet rapporte les propos d'un technicien du département radar de Thomson : « Il m'a dit que lors d'une campagne d'essai de missiles sol air en Provence en 1968, le premier engin qui a fonctionné a malheureusement touché la Caravelle »,.
Un témoin qui se trouvait le jour de l'accident au port de Golfe Juan, Étienne Bonnet, écrit dans une lettre du 2 mars 2007 qu'il a vu la lueur d'un missile arriver à l'arrière de la Caravelle et la percuter au niveau du réacteur gauche,.
En 2008, les journalistes d'investigation Max Clanet et Jean-Michel Verne contredisent la thèse officielle et avancent de nouvelles hypothèses dans leur ouvrage Secret d'État. Pour eux, « Ces missiles [d'entraînement] n'ont pas de charge de poudre, mais ils sont munis d'une tête chercheuse. Pour exclure totalement le doute, l'enquête devra rechercher si tous les missiles éventuellement employés dans cette région ont été récupérés ».
En 2009, dans l'enquête pénale, Gérard Plumail rapporte le témoignage de son ami niçois André Giroux concernant l'accident de la Caravelle Ajaccio-Nice : « Il m'a dit que pendant son service militaire affecté au Mont Agel où il était d'astreinte sur les écrans radar, il a vu la Caravelle touchée par un objet non identifié le 11 septembre 1968 ».
Gildas Chouan, ancien second maître sur Crotale à l'île du Levant, déclare en 2011 : « Le 11 septembre 1968 aucun missile n'a été tiré depuis l'île du Levant. Le pas de tir était fermé du 15 juin au 30 septembre 1968 en raison de la présence des naturistes sur l'île ». 
En 2011, Michel Laty, qui était secrétaire militaire à la préfecture maritime de Toulon en 1968, déclare à un journaliste de TF1 peu avant sa mort avoir dactylographié un rapport classé secret défense : selon lui, ce rapport mentionnait que le vol 1611 avait été abattu par un missile français, à la suite d'une erreur d'identification de cible en disant que « la Caravelle a été abattue par un missile parti de la terre, en Méditerranée. Une erreur d'identification de la cible (...) On a abattu un avion civil au lieu d'abattre la cible programmée pour ça ». Éric de Montgolfier avait demandé au Procureur de la République d'Agen de l'auditionner, mais Michel Laty n'a jamais été entendu par la justice, car il est mort en décembre 2011.
Dans la lettre du 5 mars 2012 déposée au TGI de Nice, Michel Beguier, commandant de bord en retraite, déclare avoir appris de la secrétaire du président des Chatiers de l'Atlantique que la caravelle aurait été touchée par un missile.
En 2013, Ange Ladever déclare dans l'enquête pénale : « J'étais sur un bateau au large du cap d'Antibes quand j'ai vu passer l'avion à basse altitude avec de la fumée s'échappant d'un trou près du réacteur, juste avant qu'il s'abîme en mer ».
Par ailleurs, d'autres témoignages estiment peu crédible l'hypothèse d'un départ de feu dans les toilettes qui se serait répandu  :
- Martine Tournade, ancienne hôtesse de l'air à Air France en 1968, réfute la cause possible de l'incendie survenu dans les toilettes émise par le CET dans le rapport final publié au Journal officiel no 30 le 14 décembre 1972 en déclarant : « Si le feu s'était déclaré dans les toilettes, on pouvait tout de suite utiliser les deux extincteurs se situant à 80 cm des toilettes. » Les extincteurs arrimés sur l'arrière de la cloison du galley ont été récupérés encore fixés à cette cloison[55] ;
- François Chwieducik, ancien chef mécanicien à Air France en 1968, a déclaré que : « Ce n'est pas un simple incendie de toilettes qui aurait cassé complètement les commandes et rendu l'avion impilotable. » Concernant ces trois témoignages contenus dans l'enquête judiciaire actuelle, ils connaissaient parfaitement la Caravelle F-BOHB qui s'est abîmée le 11 septembre 1968[56] ;
- lors d'un documentaire de France 2 Affaires sensibles diffusé le 18 avril 2022, Jean-François de Saint-Périer, ancien marin à bord de la frégate Suffren a déclaré : « On a tiré un missile avant le crash. On l’a tiré à ce moment-là. Je peux être catégorique : j’y étais ! Je l’ai entendu partir. »[57].

### Soupçons de dissimulation de preuves
Une bande son du tournage au mont Agel, un centre militaire de détection situé au-dessus de Menton, relatant le matin des manœuvres militaires du 11 septembre 1968 est saisie par deux personnes se réclamant des Renseignements Généraux, le soir au moment du montage du reportage dans les locaux de l'ORTF à la Brague, à Antibes. On peut entendre « Merde, on l'a perdu ! » (sous-entendu, le missile). Ce témoignage d'Alain Frasquet, preneur de son à l'ORTF qui assurait le reportage, est confirmé par deux autres témoins dans l'enquête pénale. Il déclare : « le collègue de Paris avait un scoop terrible. J'ai entendu sur son magnéto « on l'a perdu, on l'a perdu ». C'était une voix dans un haut-parleur à l'intérieur du mont Agel. S'ils avaient perdu un point radar, c'était le militaire du mont Agel qui aurait parlé. Mais là, c'était un haut-parleur dans le centre. C'était quelqu'un de l'armée qui s'adressait aux radaristes du mont Agel. Une voix enregistrée possède une couleur différente de celle d'un haut-parleur ».
Le journal de bord de la frégate lance-missiles Suffren aurait été manipulé pour la matinée du 11 septembre 1968, et une demi-page recollée sur le livre de bord de la frégate à la date du crash de la Caravelle entre 6 heures et midi avec une absence de la page arrachée.
Le 21 novembre 1968, le vice-amiral d'escadre de Scitivaux de Greische, préfet maritime à Toulon déclare : « l'activation des secteurs d'exercice est organisée (...) et l'utilisation de la zone est confirmée par un document journalier appelé zonex.» En conclusion, le zonex militaire du 11/09/1968 est bien activé et des exercices militaires ont bien eu lieu.
Sur le document militaire zonex du 11 septembre 1968 figurent les tirs du groupe aéronaval prévus dès 10 heures et de l'escorteur le Brestois de 9 heures à midi.
À la lecture d'un registre courrier classé confidentiel défense de la préfecture maritime de Toulon de 1968, le feuillet no 132 a été retiré. L'inventaire passe de 131 à 133 (photo de couverture) et cette page manquante a été émise entre septembre ou octobre 1968. Le document 132 s'avère être une note du 30 octobre 1968 traitant une réunion des officiers des directions avec le Major général de la Marine. Cette réunion a eu lieu le 17 octobre 1968 à l'État-major de la Marine à Paris et pour laquelle un message urgent de convocation avait été diffusé dès le 12 septembre 1968.
Jean-Philippe Brunet déclare que : « je me trouvais à côté du blockhaus le matin du 11 septembre 1968 lorsque des gendarmes sont arrivés et nous ont fait partir de cet endroit car il y avait des expériences secrètes sur l'île du Levant, j'ai même vu des militaires qui filmaient la Méditerranée ».
Le 30 août 2005, Mathieu Paoli, président du collectif des familles des victimes, déclare : « le 12 octobre 2004 nous avons été reçus par le directeur de cabinet de Michèle Alliot-Marie, ministre de la Défense, qui nous a fourni des documents sur les exercices militaires… Nous n'obtenons jamais les documents que nous réclamons. Pour nous la thèse du missile reste toujours crédible ».
En novembre 2006, l'expert Raymond Auffray, ancien ingénieur en chef de l'armement et qui a participé aux travaux du CET de l'Aviation civile, à la question « que l'OTAN en Méditerranée aurait pu avoir eu un incident avec la caravelle FBOHB ? » répond « oui, oui ».
Le témoignage de Michel Rousseau, un ancien second maître à bord de la frégate Suffren, précise que : « Nous étions sur la zone où la Caravelle s'était abîmée, je voyais les débris en surface, les plongeurs militaires les ramassaient et les mettaient dans des sacs et ensuite ça a dû être débarqué à l'arsenal militaire de Toulon ».
Le témoignage de Jean-Marc Decaux, matelot à bord de l’Alsace, un chalutier de la marine marchande chargé de la campagne de recherches en mer des débris de la caravelle FBOHB en mars 1971, déclare que des épisodes bien surprenants de l’Alsace se sont déroulés : « les débris retrouvés de la Caravelle n'ont pas été débarqués au port de Nice mais à l'arsenal militaire de Toulon pour de prétendues raisons de confidentialité et c'est à la fin que l'armée a détenu ces débris ».
En juin 2007, l'expert Raymond Auffray qui a participé aux travaux de la CET a déclaré lorsqu'on lui montre le Zonex du 11 septembre 1968 dans le sud-est de la France : « Où avez-vous trouvé ce document ? Est-ce lié au rapport de la CET ? ». Apparemment, il n'avait jamais vu ce document militaire lors de ses travaux et il rajoute « En 1968, tout était secret, moins on en parle, mieux ça vaut »
Le 11 octobre 2007, Raymond Auffray déclara : « à l'époque, il y avait des avions militaires à Hyères qui étaient équipés d'engins air-air et air-sol… » et le 11 septembre 1968, le groupe aéronaval d'Hyères était en activité de 8 h 30 à 18 h 30 dans la zone air-sol TITAN.
En 2009, le fils du commandant de bord Jean Dupont — pilote de Caravelle à Air France, membre de la commission d'enquête — dépose au TGI de Nice une lettre, datée du 16 juillet 1970. Dans cette lettre, Jean Dupont écrit qu'il subit des pressions et note : « je commence à prendre conscience que je me heurte ainsi au pouvoir dont j'ignore les motivations dans cette affaire » ; en qualité de membre de l'enquête, il avait très vite émis des doutes sur la version des faits en constatant qu'on lui refusait les moyens d'accéder à la vérité. Dans sa lettre, il affirme que les causes officielles de l'« accident » lui ont été imposées lors de la rédaction du rapport final ; essentiellement en ce qui concerne l'hypothèse de la collision avec un missile, dont le chapitre aurait été complètement modifié. Plus loin, il annonce craindre pour sa vie : « la raison d'État justifie tous les crimes. S'il m'arrivait avant que cette affaire soit éclaircie, le moindre accident, la moindre maladie, il faudrait rechercher les responsables parmi les autorités militaires et gouvernementales ».
Dans le dossier pénal, la note intitulée « Prévisions des mouvements des bâtiments » éditée chaque semaine par l'État-major de la IIIe région maritime de Toulon manque pour la semaine du 9 au 16 septembre 1968. La note militaire dans laquelle devait figurer les mouvements des navires du 11 septembre et notamment de la frégate lance-missiles Suffren a disparu.
Le 10 mai 2011, dans un entretien au JT de minuit de TF1, Michel Laty, ancien secrétaire militaire à la préfecture maritime de Toulon, déclare au sujet du crash de la Caravelle soumis au secret défense : « on a abattu un avion civil au lieu d'abattre une cible programmée pour ça ».
Sur la thèse du missile soutenue par Raymond Auffray, expert de l'armement et ayant participé à la CET, Alain de Valence, commandant de bord à Air France déclare : « Nous savons qu'il y a des matériels en expérimentation dont on n'a pas toujours eu la totale maitrise. En 1968 tout était sous le sceau du secret. La situation était particulière et expliquerait que l'on ait voulu taire un certain nombre de choses. Tout était surveillé. »
Concernant le non-fonctionnement des alarmes au moment de l'accident, Alain de Valence estime que « si le feu part de l'intérieur du (réacteur) il y a un système qui déclenche l'alarme mais qui est fait pour détecter un feu, pas une explosion. La thèse du missile de ce côté-là pourrait se retenir. S'il y a explosion, le système est détruit et il n'y a pas d'alarme ». Cette déclaration est confirmée par un autre pilote, M… ; « Dans le cas d'une explosion ou d'un choc, le réacteur est détruit et il n'y a pas d'alarme. »

### Actions en justice

#### Plaintes pour homicide involontaire
Des plaintes pour « homicide involontaire » à l'encontre du ministère de la Défense sont déposées en 2006 par trois enfants de deux victimes et en 2008 par l'« Association des familles de victimes du crash de la Caravelle Ajaccio-Nice », représentant 35 familles de victimes. Elles sont rejetées le 17 février 2007 et le 3 mars 2009 pour cause de prescription par la cour d'appel d'Aix-en-Provence puis le 3 février 2010 par la cour de cassation.
Un recours est transmis le 17 août 2010 à la Cour européenne des droits de l'homme et a été déclaré irrecevable le 8 décembre 2011,,. Le 15 décembre 2011, le TGI de Nice juge irrecevable la citation directe de l'armée pour homicide involontaire.
Le 21 mars 2012, Éric de Montgolfier, procureur de la République de Nice, ouvre une enquête pour dissimulation de documents et recel de preuves. En juillet 2014, nouvelle plainte avec constitution de partie civile dont le doyen des juges d'instruction est saisi.
Le 17 novembre 2008, l'« association des familles des victimes du crash de la caravelle Ajaccio-Nice » (AFVCCAN) est créée à Vallauris. Présidée par Mathieu Paoli, elle a pour objet de « mettre tout en œuvre [ …] afin que les causes de la catastrophe soient déterminées et que l'on connaisse enfin la vérité ; contre-enquête, recherche en mer des réacteurs […] ».
En décembre 2011, l'association est déboutée par le tribunal correctionnel de Nice, jugeant irrecevable le dépôt d'une citation à comparaître du ministère de la Défense,,.
Après une plainte pour « soustraction et recel de preuves » déposée fin septembre 2011, la justice française décide de rouvrir l'enquête le 20 mars 2012. La plainte est classée sans suite le 7 juillet 2014.
Le 21 juillet 2014, une nouvelle plainte avec constitution de partie civile est confiée à Alain Chemama, doyen des juges d'instruction à Nice pour soustraction de document et recel de preuves,.

#### Demandes de levée du «secret défense»

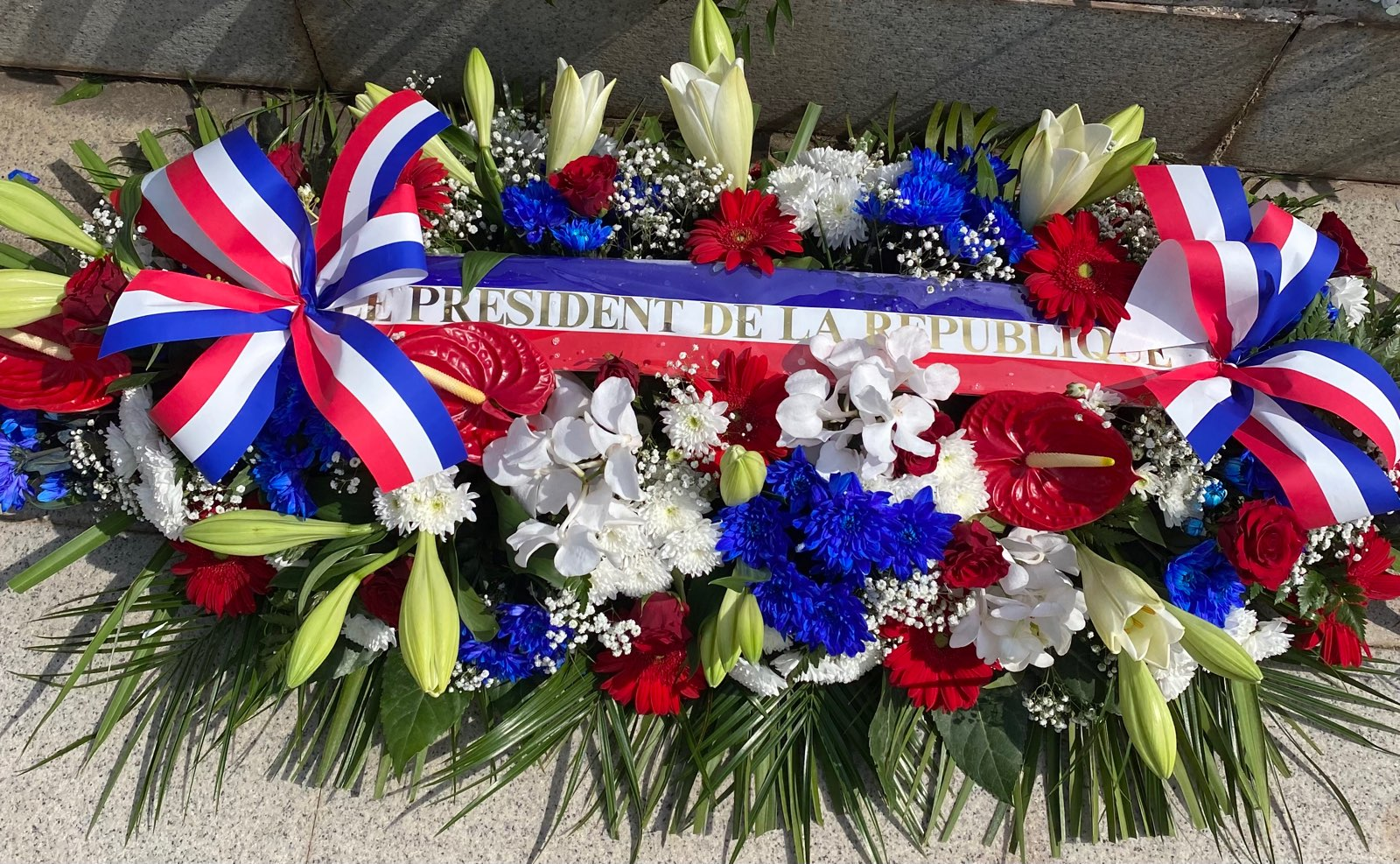
À chaque commémoration, de nombreuses gerbes de fleurs sont déposées à Nice et à Ajaccio. En 2021, une gerbe a été déposée au nom du président de la République, Emmanuel Macron.

En 2008, l'association des familles des victimes saisit l'autorité judiciaire avec des éléments accréditant la thèse du missile. Le 5 juillet 2019, Alain Chemama, doyen des juges d'instruction de Nice et directeur de l'enquête judiciaire, reconnaît que la thèse du missile est très sérieuse et demande la levée du secret défense.
Après trois ans d'enquête menée par la gendarmerie de Nice et constatant que l'hypothèse du missile était très sérieuse, le juge d'Instruction demande officiellement le 28 mars 2018 au Premier ministre Édouard Philippe la déclassification des documents civils et militaires liés à la catastrophe ainsi que la levée du secret défense sur tous les exercices militaires du 11 septembre 1968 dans le sud-est de la France afin d'établir la vérité et de finaliser l'action judiciaire,,,. 
Le 10 septembre 2019, Emmanuel Macron saisit la commission de la défense nationale afin d'obtenir la levée du secret-défense sur des documents classifiés,.
Le 11 octobre 2019, Mathieu et Louis Paoli, membres de l'AFVCCAN, demandent une plongée sous-marine sur les restes de l'épave comme pour le sous marin la Minerve pour voir si le réacteur gauche s'y trouve car c'est le réacteur gauche qui aurait été touché par un missile d'exercice.
Le 9 mars 2021, le président de la République décide d'assouplir le secret-défense autour des archives classifiées de plus de 50 ans. Le crash de la Caravelle est parmi les dossiers déclassifiés par Emmanuel Macron.
Le 31 octobre 2024 le procureur de la République donne son accord au repêchage de l'épave.
Le 18 février 2025, le Juge d'Instruction autorise une plongée sur l'épave de la Caravelle afin de déterminer les raisons exactes du crash.

## Commémoration

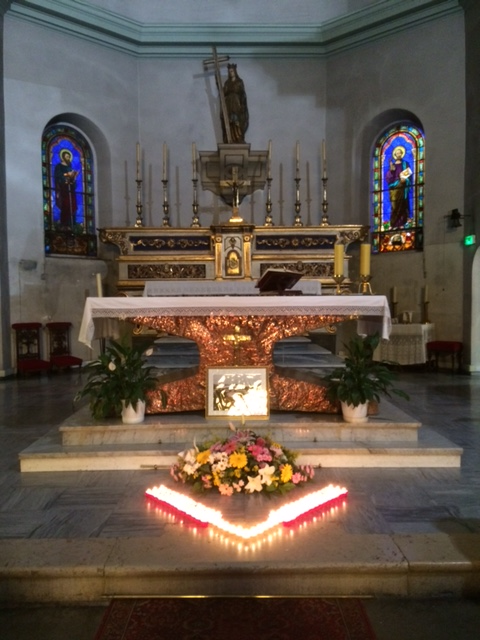
Intérieur de l'église Sainte-Hélène à Nice.

Une stèle est érigée à Nice en mémoire des 95 disparus, ainsi qu'une chapelle au cimetière marin d'Ajaccio. Une plaque est aussi installée à la chapelle de la Garoupe au cap d'Antibes. 

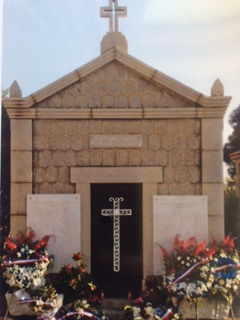
Extérieur de la chapelle au cimetière marin d'Ajaccio.
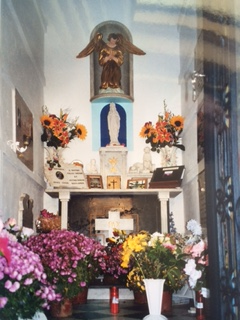
Intérieur de la chapelle au cimetière marin d'Ajaccio.
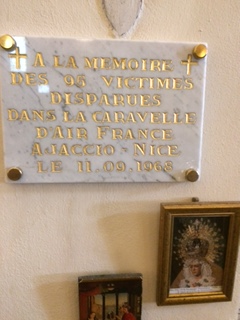
Plaque dans la chapelle de la Garoupe au Cap d'Antibes
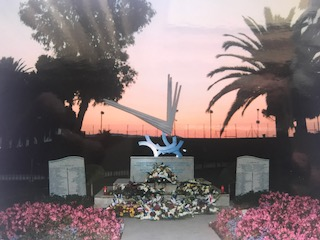
Stèle des 95 victimes de la Caravelle Ajaccio-Nice située Promenade des Anglais à Nice.
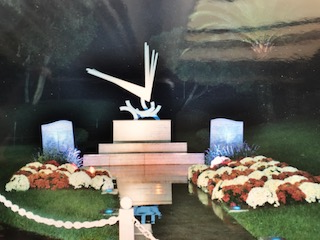
Stèle sur la promenade des Anglais à Nice de nuit.
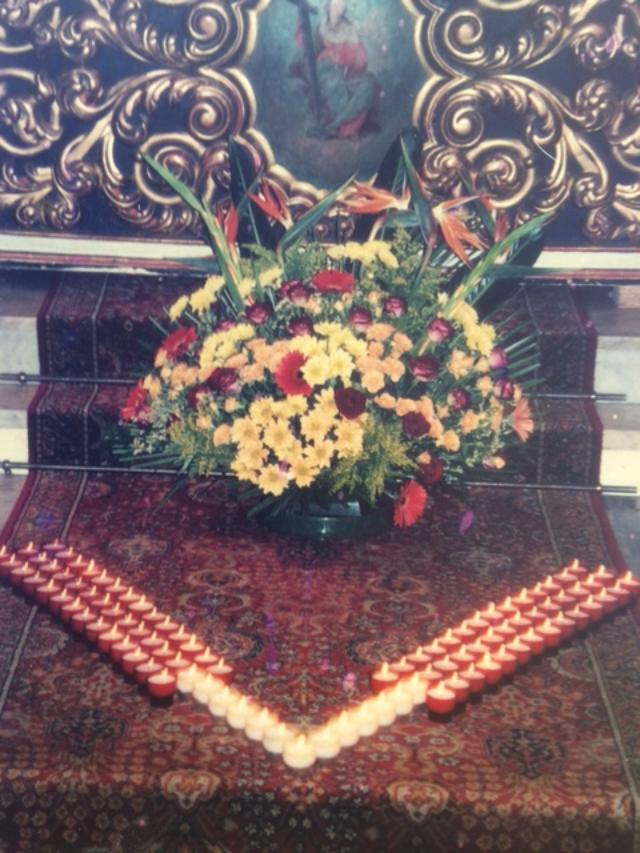
Au cœur de l'autel de l'église Sainte-Hélène de Nice, 95 flammes scintillent.

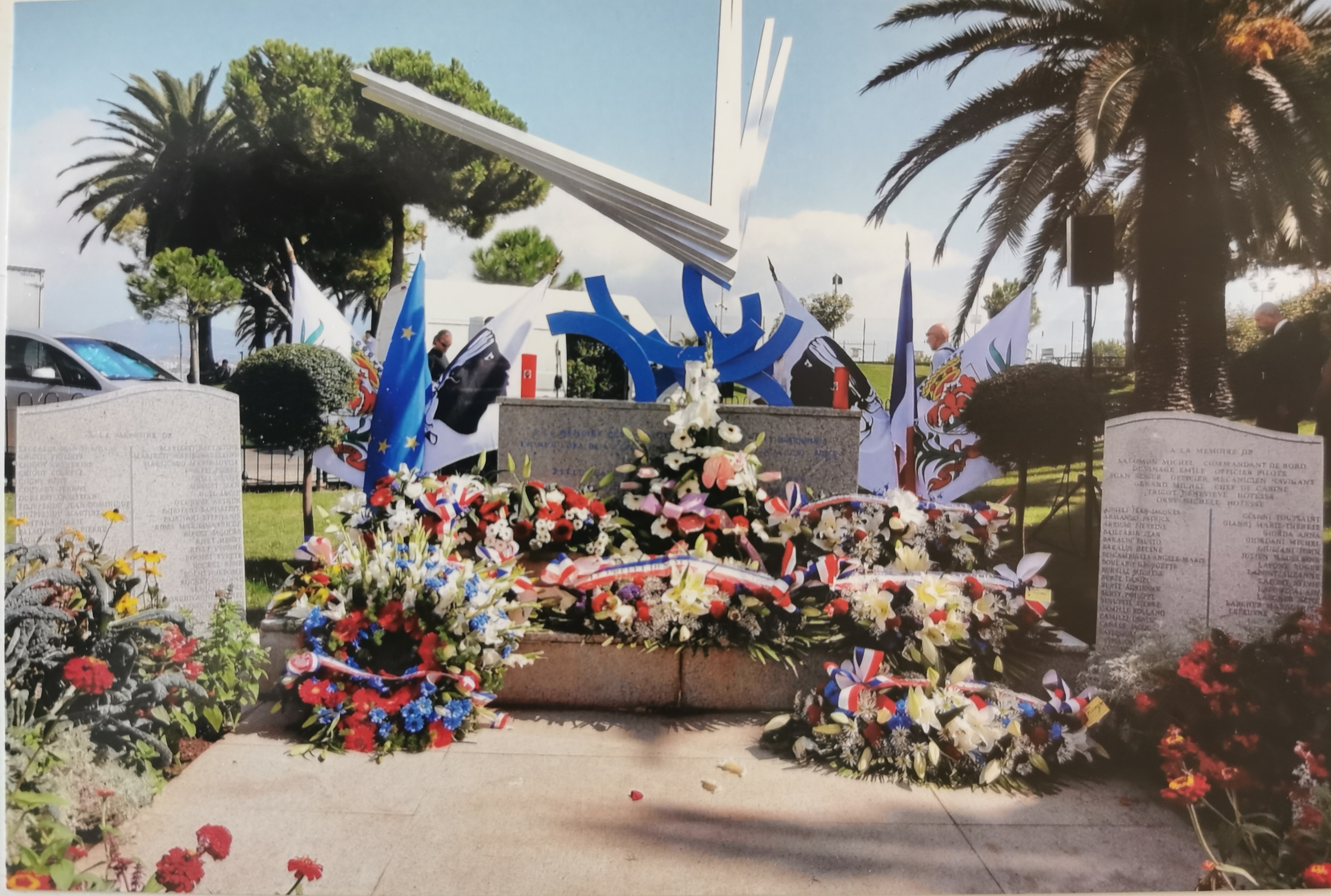
Stèle sur la promenade des Anglais à Nice de jour.

### Émissions audiovisuelles
- « Accident caravelle » INA, JT20h ORTF 11 septembre 1968.
- « Procès du caravelle Ajaccio-Nice en 1970 : "on se moque de nous" INA, JT20h ORTF 13 mai 1970.
- « Accident caravelle Ajaccio-Nice 1968 », émission 50 ans 50 jours, France 3 Méditerranée, 28 octobre 2004.
- « Le dernier vol d'Arthur O'connor » BBC radio 4, 26 novembre 2007.
- « Le crash de la caravelle Ajaccio-Nice », émission Café Crime, Europe 1, 12 septembre 2008.
- Patrick Pesnot, « Le 11 septembre 1968, le crash de la caravelle Ajaccio-Nice » [audio], sur franceinter.fr, 21 février 2009, 38 min.
- « Les bavures secrètes de la défense » émission C dans l'air France 5 du 27 novembre 2009.
- « Le crash de la caravelle Ajaccio-Nice » TF1, JT de 20h du 10 mai 2011 (Tristan Waleckx) 3 min 40 s
- [vidéo] vol 1611 Air France   sur Dailymotion[101], et «le mystère de la caravelle »sur Daily motion[102], émission Spécial Investigation de Canal+, 16 mai 2011, et " crash et l'accident de la caravelle Ajaccio-Nice vol1611" sur YouTube (air crash mortelle), durée totale : 51 min 9 s.
- « Crash de la caravelle Ajaccio-Nice : accident ou bavure militaire ? » émission Après enquête, LCI, 11 juin 2011.
- « Inchiesta » de France 3 Corse du 5 octobre 2011.
- [vidéo] Le dernier vol de la caravelle Ajaccio-Nice sur Dailymotion, émission Enquêtes de régions, France 3 Côte d'Azur, 5 octobre 2011, durée totale : 26 min 35 s.
- « Affaires sensibles » ; Fabrice Drouelle, « « Vol au-dessus d’un nid de missile », le crash de la caravelle Ajaccio-Nice » [audio], sur franceinter.fr, 7 août 2018, 54 min. Rediffusion du 8 décembre 2016.
- « L'heure du crime », RTL, le 8 septembre 2010, le 16 mai 2011, le 24 octobre 2017 et Jacques Pradel, « Crash de la Caravelle Ajaccio-Nice : levée du secret défense » [audio], sur rtl.fr, 11 septembre 2019 (consulté le 19 septembre 2019), 44 min 32 s.
- « 28 minutes », Claude Askolovitch, [vidéo] ARTE, « Crash Ajaccio-Nice : la vérité abattue en plein vol ? », sur YouTube, 13 septembre 2019, 3 min 26 s.
- Timothée Boutry, « les frères Paoli, 51 ans de combat contre le secret d'Etat » [audio], sur leparisien.fr, 24 septembre 2019, 22 min.
- « Ghjustizia », [vidéo] France 3 Corse ViaStella, « retour sur l'affaire du crash de la Caravelle Ajaccio-Nice », sur YouTube, 1er octobre 2019, 52 min 23 s.
- « Corsica Era » de Laurent Vitali, France3 Corse ViaStella crash Ajaccio-Nice. Anne Chabanon, 25 mars 2021, 14 min.
- « Affaires sensibles », Alexandra Colineau, [vidéo] France 2, Caravelle Ajaccio-Nice : un crash secret Défense ?, 18 avril 2022, et le 12 novembre 2023 56 min.